# David Edward Kelley
 (février 2022).
Pour les articles homonymes, voir Kelley.
 (juillet 2015).
Si vous disposez d'ouvrages ou d'articles de référence ou si vous connaissez des sites web de qualité traitant du thème abordé ici, merci de compléter l'article en donnant les références utiles à sa vérifiabilité et en les liant à la section « Notes et références ».
David Edward Kelley est un scénariste et producteur de séries télévisées américain, né le 4 avril 1956 à Waterville, dans le Maine (États-Unis).
C'est l'un des plus prolifiques scénaristes de la télévision américaine.

## Biographie
David Edward Kelley est né le 4 avril 1956 à Waterville, Maine (États-Unis).
Il a un frère, Mark Kelley.

## Carrière

### Les années 1980-1990
Après avoir suivi des études de droit à Boston, il commence à exercer comme avocat dans cette même ville. Une ville et un métier qui vont marquer l'ensemble de son œuvre.
En 1986, il débute sur la série judiciaire La Loi de Los Angeles, d'abord comme scénariste de quelques épisodes puis en tant que producteur. Le très respecté créateur Steven Bochco le remarque, et, en 1989, co-créé avec lui, Docteur Doogie, comédie centrée autour d'un médecin surdoué de 16 ans, interprété par Neil Patrick Harris. La série dure 4 ans.
Il crée alors sa propre société de production et crée cette fois seul la série Un drôle de shérif (Picket Fences, en version originale) diffusée de 1992 à 1996. Il signe la quasi-totalité des scripts des trois premières saisons, acclamées par la critique. Il décroche l'Emmy de la meilleure série dramatique pour les saisons 1 et 2. Il passe la main pour la dernière saison, mais la qualité s'effondre, et la chaîne, déjà insatisfaite par les audiences, arrête la série.
En 1994, toujours pour CBS, il revient vers le genre médical avec la série dramatique hospitalière Chicago Hope. La série, appréciée par la critique, est néanmoins éclipsée par le succès phénoménal d'Urgences, lancé par NBC la même année. Kelley quitte la série au terme de sa première saison, fort d'audiences correctes, pour aller développer de nouveaux projets.
Il n'y reviendra que pour la sixième année, à la suite d'une sévère chute d'audience. Malgré un changement de casting radical, et une reprise de l'écriture, la série n'échappe pas à l'annulation.
En janvier 1997, débute sur ABC sa nouvelle série dramatique : une fiction judiciaire noire et réaliste, localisée à Boston. Les six premiers épisodes de The Practice : Bobby Donnell et Associés font forte impression auprès de la critique et du public, au point que le diffuseur décide de garder les autres épisodes pour la rentrée suivante.
Cette même rentrée 1997, Kelley lance une nouvelle série : Ally McBeal est une comédie romantique et musicale centrée sur une jeune avocate interprétée par une inconnue, Calista Flockhart. La série connaît un succès critique et populaire colossal, notamment à l'échelle internationale.
Le créateur signe les scripts de la quasi-totalité des épisodes des deux séries, pour cette saison 1997-1998. Et remporte les Emmy Awards de la meilleure série dramatique et de la meilleure comédie.
Les deux séries progressent en termes d'audiences de façon spectaculaire durant leurs saisons suivantes. The Practice : Bobby Donnell et Associés s'installe même durablement dans le top 10 des programmes les plus vus à la télévision américaine.
Seul un échec vient ternir cette fin de décennie, celui de Snoops, en 1999, une comédie dramatique qui connait à peine dix épisodes sur ABC.

### Les années 2000
En septembre 2000, il s'aventure dans un nouveau genre, la fiction semi-adolescente : il crée en effet la série dramatique Boston Public, centrée sur le quotidien des enseignants d'un lycée public de Boston. L'accueil critique est mitigé, et le créateur remodèle la série à plusieurs reprises au cours des deux premières saisons, en changeant notamment une partie de la distribution[réf. souhaitée]. Il quitte la série durant la troisième année, et la série est arrêtée dans une quasi-indifférence en 2004 avant même la fin de sa saison 4.
En 2002, Ally McBeal est arrêtée au terme de sa cinquième saison, en raison d'audiences en chute brutale depuis la 4e saison, essentiellement liée à une perte de dynamique et des trames scénaristiques plus plates et dépressives auxquelles nous avait peu habitué la série, des changements radicaux globalement peu appréciés par la critique et le public, aussi bien au niveau du casting comme des histoires[réf. souhaitée].
La même année, une nouvelle série judiciaire est créée pour FOX dans une veine similaire : Girls Club est néanmoins un énorme échec critique et public, et s'arrête au bout d'à peine quelques épisodes.
Sur ABC, The Practice : Bobby Donnell et Associés voit ses audiences s'éroder plus progressivement.
Ainsi, en 2003, au terme de sa septième saison, Kelley décide de répondre aux réductions budgétaires réclamées par le diffuseur en se séparant de la quasi-intégralité de la distribution principale, pourtant relativement stable depuis le début de la série, et en recrutant une autre star de cinéma déchue, James Spader. La série connait un regain créatif et d'audiences, conduisant la chaîne à vouloir poursuivre l'aventure. Kelley propose de plutôt créer une série dérivée autour de ce nouveau personnage.
La comédie dramatique Boston Justice (Boston Legal en version originale) connaît cinq saisons sur ABC, mais malgré des audiences correctes et un soutien critique, elle est arrêtée, éclipsée par d'autres plus spectaculaires succès de la chaîne, comme Lost.
Parallèlement à la série, Kelley travaille sur d'autres projets :
- En 2006, il vend à FOX une nouvelle version d'un pilote rejeté en 2004 par ABC, alors nommé DeMarco Affairs, et centré sur trois sœurs héritant d'une société d'organisation de mariages. Rebaptisé The Wedding Bells, la série est cependant un échec critique et d'audiences, et sa diffusion stoppée après cinq épisodes sur les sept produits.
- En 2008, ABC lui commande une adaptation de la série Life on Mars. Son pilote est produit, mais finalement rejeté, et le projet confié à une autre équipe créative.

### Les années 2010
Kelley entame une collaboration avec le diffuseur NBC : 
En 2010, un projet de comédie judiciaire, Legally Mad, avec Kristin Chenoweth, et dans la veine d'Ally McBeal, ne dépasse pas le stade de l'épisode pilote.
En 2011, NBC rejette aussi son pilote de remake de Wonder Woman, à la suite de tests d'audience catastrophiques.
Une nouvelle série judiciaire est cependant commandée pour la saison 2011-2012. Mais La Loi selon Harry (Harry's Law, en version originale), porté par l'actrice Kathy Bates, connaît seulement deux saisons et une trentaine d'épisodes, faute d'avoir réussi à attirer une audience jeune.
En février 2013, c'est donc sur la chaîne câblée TNT qu'il revient, avec Monday Mornings, une série médicale co-créée avec le célèbre médecin américain Sanjay Gupta. La chaîne l'arrête après une seule saison de dix épisodes, face à une critique très mitigée et des audiences jugées insuffisantes.
En septembre 2013, il crée, produit et écrit le pilote de The Crazy Ones, une comédie pour CBS, portée par Robin Williams et Sarah Michelle Gellar. La série est arrêtée au terme de sa première saison.
En mai 2015, Amazon annonce avoir commandé le pilote d'une nouvelle série judiciaire à David E. Kelley, Goliath. L'intégralité des huit épisodes de la première saison sont mis en ligne en octobre 2016.
En 2017, le scénariste entame un autre projet : la mini-série Big Little Lies, réalisée par Jean-Marc Vallée, et portée par un casting quatre étoiles : Nicole Kidman, Reese Witherspoon, Shailene Woodley et Zoë Kravitz. La chaîne HBO entame la diffusion début 2017.

### Vie privée

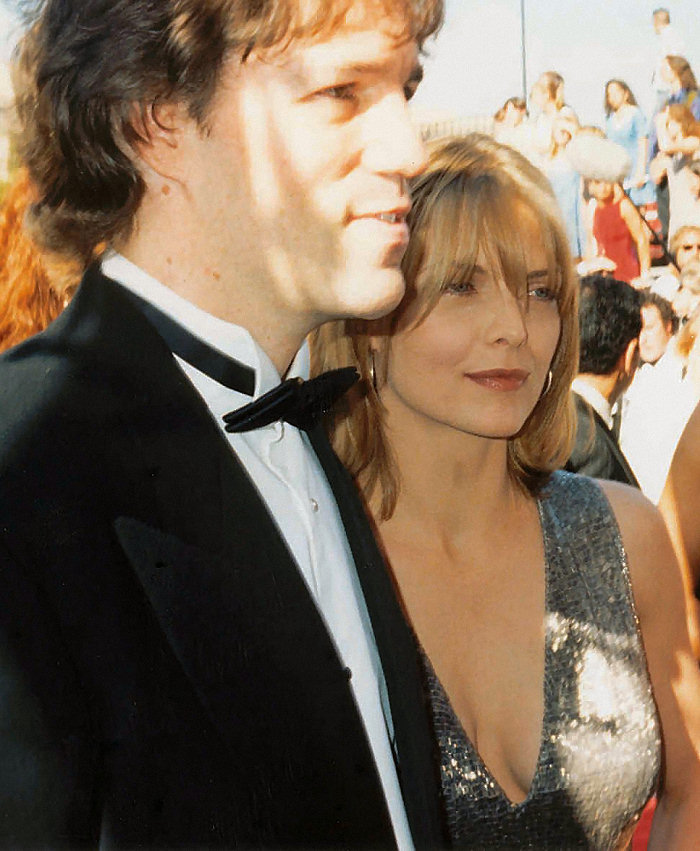
David E. Kelley et Michelle Pfeiffer aux Emmy Awards en 1994.

En janvier 1993, il rencontre l'actrice Michelle Pfeiffer, ils se marient le 13 novembre de la même année .
Ils ont deux enfants, Claudia Rose Pfeiffer, né en février 1993 (que Michelle Pfeiffer avait adoptée avant de se marier avec Kelley) et John Henry Kelley, né en 1994.

## Filmographie

### Scénariste

#### Cinéma
- 1987 : From the Hip de Bob Clark
- 1996 : Par amour pour Gillian (To Gillian on Her 37th Birthday) de Michael Pressman
- 1999 : Lake Placid de Steve Miner
- 1999 : Mystery, Alaska de Jay Roach

#### Télévision

##### Séries télévisées
- 1986 - 1992 : La Loi de Los Angeles (L.A. Law) (68 épisodes)
- 1989 - 1993 : Docteur Doogie (Doogie Howser, M.D.) (97 épisodes)
- 1992 - 1996 : Un drôle de shérif (Picket Fences) (88 épisodes)
- 1994 - 2000 : Chicago Hope : La Vie à tout prix (Chicago Hope) (141 épisodes)
- 1997 - 2002 : Ally McBeal (112 épisodes)
- 1997 - 2004 : The Practice : Donnell et Associés (The Practice) (167 épisodes)
- 1999 : Snoops (13 épisodes)
- 2000 - 2004 : Boston Public (81 épisodes)
- 2002 : Girls Club (9 épisodes)
- 2003 : The Brotherhood of Poland, New Hampshire (5 épisodes)
- 2004 - 2008 : Boston Justice (Boston Legal) (101 épisodes)
- 2007 : The Wedding Bells (7 épisodes)
- 2011 : Wonder Woman de Jeffrey Reiner (pilote)
- 2011 - 2012 : La Loi selon Harry (Harry's Law) (34 épisodes)
- 2013 : Monday Mornings (10 épisodes)
- 2013 - 2014 : The Crazy Ones (22 épisodes)
- 2016 - 2021 : Goliath (32 épisodes)
- 2017 - 2019 : Big Little Lies (14 épisodes)
- 2017 - 2019 : Mr Mercedes (30 épisodes)
- 2020 : The Undoing (6 épisodes)
- 2020 - 2023 : Big Sky (34 épisodes)
- 2021 : Nine Perfect Strangers (8 épisodes)
- 2021 - 2022 : Big Shot (20 épisodes)
- 2021 - 2023 : Docteure Doogie (Doogie Kamealoha, M.D.) (20 épisodes)
- 2022 : Anatomie d'un scandale (Anatomy of a Scandal) (6 épisodes)
- 2022 : The Calling (8 épisodes)
- 2022 - 2023 : La Défense Lincoln (The Lincoln Lawyer) (20 épisodes)
- 2023 : Love and Death (7 épisodes)
- 2024 : Présumé Innocent (Presumed Innocent) (8 épisodes)
- 2024 : Un homme, un vrai (A Man in Full) (6 épisodes)

### Créateur
- 1994 - 2000 : Chicago Hope : La Vie à tout prix (Chicago Hope)
- 1997 - 2002 : Ally McBeal
- 1999 : Snoops
- 2002 : Girls Club
- 2004 - 2008 : Boston Justice (Boston Legal)
- 2011 - 2012 : La Loi selon Harry (Harry's Law)
- 2013 - 2014 : The Crazy Ones
- 2016 - 2021 : Goliath
- 2017 - 2019 : Big Little Lies
- 2017 - 2019 : Mr Mercedes
- 2020 : The Undoing
- 2020 - 2023 : Big Sky
- 2021 : Nine Perfect Strangers
- 2021 - 2022 : Big Shot
- 2022 : Anatomie d'un scandale (Anatomy of a Scandal)
- 2022 : The Calling
- 2022 - 2023 : La Défense Lincoln (The Lincoln Lawyer)
- 2024 : Présumé Innocent (Presumed Innocent)
- 2024 : Un homme, un vrai (A Man in Full)

### Producteur exécutif
- 1988 - 1991 : La Loi de Los Angeles (L.A. Law) (70 épisodes)
- 1992 - 1995 : Un drôle de shérif (Picket Fences) (66 épisodes)
- 1994 - 2000 : Chicago Hope : La Vie à tout prix (Chicago Hope) (44 épisodes)
- 1996 : Par amour pour Gillian (To Gillian on Her 37th Birthday) de Michael Pressman (producteur)
- 1997 - 2002 : Ally McBeal (109 épisodes)
- 1997 - 2004 : The Practice : Donnell et Associés (The Practice) (167 épisodes)
- 1999 : Lake Placid de Steve Miner (producteur)
- 1999 : Snoops (13 épisodes)
- 2000 - 2004: Boston Public (13 épisodes)
- 2002 : Girls Club (9 épisodes)
- 2004 - 2008 : Boston Justice (Boston Legal) (101 épisodes)
- 2007 : The Wedding Bells (4 épisodes)
- 2011 : Wonder Woman de Jeffrey Reiner (pilote)
- 2011 - 2012 : La Loi selon Harry (Harry's Law) (34 épisodes)
- 2013 : Monday Mornings (10 épisodes)
- 2013 - 2014 : The Crazy Ones (22 épisodes)
- 2016 : Goliath (8 épisodes)
- 2017 - 2019 : Big Little Lies (14 épisodes)
- 2017 - 2019 : Mr Mercedes (30 épisodes)
- 2020 : The Undoing (6 épisodes)
- 2020 - 2023 : Big Sky (47 épisodes)
- 2021 : Nine Perfect Strangers (8 épisodes)
- 2021 - 2022 : Big Shot (20 épisodes)
- 2021 - 2023 : Docteure Doogie (Doogie Kamealoha, M.D.) (20 épisodes)
- 2022 : Anatomie d'un scandale (Anatomy of a Scandal) (6 épisodes)
- 2022 : The Calling (8 épisodes)
- 2022 - 2023 : La Défense Lincoln (The Lincoln Lawyer) (20 épisodes)
- 2023 : Love and Death (7 épisodes)
- 2024 : Présumé Innocent (Presumed Innocent) (9 épisodes)
- 2024 : Un homme, un vrai (A Man in Full) (6 épisodes)

## Récompenses et nominations

### Récompenses
- 1989 : Emmy Awards : Meilleure série télévisée dramatique pour La Loi de Los Angeles
- 1990 : Emmy Awards : Meilleure série télévisée dramatique pour La Loi de Los Angeles
- 1990 : Emmy Awards : Meilleur scénario pour une série télévisée dramatique pour La Loi de Los Angeles (saison 4, épisode 15)
- 1991 : Emmy Awards : Meilleure série télévisée dramatique pour La Loi de Los Angeles
- 1991 : Emmy Awards : Meilleur scénario pour une série télévisée dramatique pour La Loi de Los Angeles (saison 5, épisode 21)
- 1993 : Emmy Awards : Meilleure série télévisée dramatique pour Un drôle de shérif
- 1994 : Emmy Awards : Meilleure série télévisée dramatique pour Un drôle de shérif
- 1996 : Humanitas Prizes : Série télévisée de 60 minutes pour Un drôle de shérif
- 1996 : Writers Guild of America Awards : Paul Selvin Honorary Award
- 1998 : Emmy Awards : Meilleure série télévisée dramatique pour The Practice : Donnell et Associés
- 1998 : Television Critics Association Awards : Career Achievement Award
- 1998 : International Monitor Awards : Meilleur scénario pour une série télévisée pour Ally McBeal (saison 1, épisode 12)
- 1999 : Festival international des médias de Banff : Prix excellence
- 1999 : Emmy Awards : Meilleure série télévisée comique pour Ally McBeal
- 1999 : Emmy Awards : Meilleure série télévisée dramatique pour The Practice : Donnell et Associés
- 1999 : PGA Awards : Meilleur producteur pour une série télévisée dramatique pour The Practice : Donnell et Associés
- 1999 : Television Critics Association Awards : Meilleure interprétation dans une série dramatique pour The Practice : Donnell et Associés
- 1999 : Television Critics Association Awards : Career Achievement Award
- 2001 : PGA Awards : Norman Lear Achievement Award
- 2001 : TV Guide Awards : Brandon Tartikoff Award
- 2002 : Casting Society of America : Career Achievement Award
- 2002 : Humanitas Prizes : Série télévisée de 60 minutes pour The Practice : Donnell et Associés (saison 6, épisode 6)
- 2003 : Humanitas Prizes : Série télévisée de 60 minutes pour The Practice : Donnell et Associés
- 2003 : Writers Guild of America Awards : Laurel Award for TV Writing Achievement
- 2004 : Prix Edgar-Allan-Poe : Meilleur épisode de série télévisée pour The Practice : Donnell et Associés (saison 7, épisode 22)
- 2017 : Emmy Awards : Meilleure mini-série pour Big Little Lies

### Nominations
- 1988 : Emmy Awards : Meilleure série télévisée dramatique pour La Loi de Los Angeles
- 1988 : Emmy Awards : Meilleur scénario pour une série télévisée dramatique pour La Loi de Los Angeles (saison 3, épisodes 10 et 13)
- 1988 : Writers Guild of America Awards : Meilleur scénario pour une série télévisée dramatique pour La Loi de Los Angeles (saison 1, épisode 10)
- 1989 : Emmy Awards : Meilleur scénario pour une série télévisée dramatique pour La Loi de Los Angeles (saison 3, épisodes 8, 16 et 18)
- 1989 : Writers Guild of America Awards : Meilleur scénario pour une série télévisée dramatique pour La Loi de Los Angeles (saison 2, épisode 10)
- 1990 : Prix Edgar-Allan-Poe : Meilleur épisode de série télévisée pour La Loi de Los Angeles (saison 3, épisode 18)
- 1990 : Writers Guild of America Awards : Meilleur scénario pour une série télévisée dramatique pour La Loi de Los Angeles (saison 3, épisode 16)
- 1991 : Prix Edgar-Allan-Poe : Meilleur épisode de série télévisée pour La Loi de Los Angeles (saison 4, épisode 17)
- 1991 : Emmy Awards : Meilleur scénario pour une série télévisée dramatique pour La Loi de Los Angeles (saison 5, épisode 17)
- 1991 : Writers Guild of America Awards : Meilleur scénario pour une série télévisée dramatique pour La Loi de Los Angeles (saison 4, épisodes 17 et 19)
- 1994 : Prix Edgar-Allan-Poe : Meilleur épisode de série télévisée pour Un drôle de shérif (saison 2, épisode 1)
- 1994 : Humanitas Prizes : Série télévisée de 60 minutes pour Un drôle de shérif (saison 2, épisode 13)
- 1994 : Writers Guild of America Awards : Meilleur scénario pour une série télévisée dramatique pour Un drôle de shérif (saison 1, épisode 9)
- 1995 : Emmy Awards : Meilleure série télévisée dramatique pour Chicago Hope : La Vie à tout prix
- 1995 : Humanitas Prizes : Série télévisée de 60 minutes pour Un drôle de shérif (saison 2, épisode 19)
- 1996 : Emmy Awards : Meilleure série télévisée dramatique pour Chicago Hope : La Vie à tout prix
- 1996 : Writers Guild of America Awards : Meilleur scénario pour une série télévisée dramatique pour Un drôle de shérif (saison 3, épisode 20)
- 1998 : Prix Edgar-Allan-Poe : Meilleur épisode de série télévisée pour The Practice : Donnell et Associés (saison 2, épisode 2)
- 1998 : Emmy Awards : Meilleure série télévisée comique pour Ally McBeal
- 1998 : Emmy Awards : Meilleur scénario pour une série télévisée dramatique pour The Practice : Donnell et Associés (saison 2, épisode 2)
- 1998 : Emmy Awards : Meilleur scénario pour une série télévisée comique pour Ally McBeal (saison 1, épisode 17)
- 1999 : BAFTA Awards : Meilleure série internationale pour Ally McBeal
- 1999 : Emmy Awards : Meilleur scénario pour une série télévisée comique pour Ally McBeal (saison 2, épisode 15)
- 1999 : Writers Guild of America Awards : Meilleur scénario pour une série télévisée dramatique pour The Practice : Donnell et Associés (saison 21, épisode 2)
- 2000 : Emmy Awards : Meilleure série télévisée dramatique pour The Practice : Donnell et Associés
- 2001 : Emmy Awards : Meilleure série télévisée dramatique pour The Practice : Donnell et Associés
- 2002 : Prix Edgar-Allan-Poe : Meilleur épisode de série télévisée pour The Practice : Donnell et Associés (saison 6, épisode 3)
- 2006 : PGA Awards : Meilleur producteur pour une série télévisée dramatique pour Boston Justice
- 2007 : Emmy Awards : Meilleure série télévisée dramatique pour Boston Justice
- 2008 : Emmy Awards : Meilleure série télévisée dramatique pour Boston Justice
- 2008 : Humanitas Prizes : Série télévisée de 60 minutes pour Boston Justice
- 2009 : PGA Awards : Meilleur producteur pour une série télévisée dramatique pour Boston Justice
- 2013 : Humanitas Prizes : Série télévisée de 60 minutes pour Monday Mornings (saison 1, épisode 8)
- 2017 : Emmy Awards : Meilleur scénario pour une mini-série ou un téléfilm pour Big Little Lies
- 2018 : PGA Awards : Meilleur producteur pour une série télévisée dramatique pour Big Little Lies
- 2018 : Writers Guild of America Awards : Meilleur scénario adapté pour une mini-série ou un téléfilm pour Big Little Lies
- 2018 : USC Scripter Award pour Big Little Lies (saison 1, épisode 7)
- 2020 : PGA Awards : Meilleur producteur pour une série télévisée dramatique pour Big Little Lies
- 2020 : Gold Derby Awards : Meilleur épisode d'une série dramatique pour Big Little Lies (saison 2, épisode 7)
- 2021 : PGA Awards : Meilleur producteur pour une mini-série ou un téléfilm pour The Undoing
- 2021 : Shanghai International TV Festival : Meilleure mini-série ou un téléfilm étranger pour The Undoing
- 2022 : Hollywood Critics Association Television Awards : Meilleur scénario adapté de série télévisée dramatique pour Nine Perfect Strangers (saison 1, épisode 8)